# Minas de Almadén y Arrayanes
Minas de Almadén y Arrayanes, S.A. (MAYASA) es una empresa pública española que en sus orígenes se dedicó a actividades mineras en Almadén. En la actualidad se centra en el fomento de proyectos de carácter industrial y turístico, así como la explotación agrícola y ganadera de sus fincas rústicas.

## Historia
La empresa fue constituida el 31 de marzo de 1982, sucediendo al organismo autónomo del Estado que había venido funcionando desde 1918 para administrar las minas de Almadén. Con anterioridad este organismo estatal también había estado a cargo de la gestión de la mina de Arrayanes, ubicada en el distrito minero de Linares, que se mantuvo en explotación hasta su clausura en 1971.
MAYASA vivió unos años en que el mercado del mercurio atravesaba una importante crisis, por lo que llegó detener la explotación minera durante varios períodos debido al exceso de stock. En 1996, MAYASA creó la filial Química del Estroncio para el refinado de la celestina, una variedad del sulfato de estroncio con diversas aplicaciones industriales. El 23 de julio de 2003 se produjo la paralización definitiva de las actividades minero-metalúrgicas en Almadén, lo que supuso el cierre de la histórica mina. Desde entonces la empresa se ha centrado en la gestión de las históricas instalaciones, que actualmente constituyen el Parque Minero de Almadén, y de las fincas rústicas. Destaca en este sentido la dehesa de Castilseras, una finca de más de 9000 hectáreas que es explotada con fines agrícolas.

## Fondo documental
El Archivo Histórico de Minas de Almadén y Arrayanes se encuentra situado en el Real Hospital de Mineros de San Rafael, en la localidad de Almadén.